# 杨耀坤
杨耀坤（1937年6月—2020年7月10日），四川省西昌市人，中国民主同盟盟员，四川大学历史系毕业，中国历史学家和四川大学历史文化学院教授。学术专攻魏晋南北朝史。

## 生平
1937年6月，杨耀坤出生在四川省西昌县。1962年8月，杨耀坤从四川大学历史系本科毕业，期间深受徐中舒、蒙文通、缪钺等先生的影响，对中国古代史深感兴趣。1965年8月，以魏晋南北朝史研究生毕业。毕业之后，杨耀坤留校任教。1968年10月，杨耀坤调入四川省民族研究所、四川省民族委员会工作。1976年年初，杨耀坤调回四川大学历史系出任讲师，1985年升任副教授，1986年任硕士生导师，1994年升任教授，1996年任博士生导师。2002年退休。2020年7月10日，杨耀坤在四川大学华西医院去世。

## 著作
- 杨耀坤; 伍野春. . 江苏省南京市: 南京大学出版社. 2011. ISBN 9787305059490.

- 陈寿. 杨耀坤; 揭克伦 , 编. . 北京市: 中国社会科学出版社. 2000. ISBN 9787807526384.

- 杨耀坤; 缪钺. . 四川省成都市: 四川人民出版社. 1985.

- . 四川省成都市: 巴蜀书社. 1988.

- . 四川省成都市: 成都出版社. 1993.

- . 北京市: 人民出版社. 1994.